# Strzeszyn (województwo małopolskie)
Strzeszyn – wieś w Polsce, położona w województwie małopolskim, w powiecie gorlickim, w gminie Biecz, w regionie Pogórza Środkowobeskidzkiego, w podregionie Pogórza Ciężkowickiego.
Wieś leży na lewym brzegu rzeki Ropy i nad Strzeszynianką. Powstała ona dość wcześnie, jako osada służebna do grodu bieckiego. Strzeszyn był i jest wsią typowo rolniczą, chociaż warunki terenowe, pagórkowatość oraz duża liczba nieużytków, nie sprzyjały rozwojowi rolnictwa.
Wieś królewska starostwa bieckiego w powiecie bieckim województwa krakowskiego w końcu XVI wieku. W latach 1975–1998 miejscowość administracyjnie należała do województwa krośnieńskiego.

## Integralne części wsi
| części wsi | Góra, Kalisówka, Nowa Wieś, Pisarzówka, Pod Borem, Podlesie, Potoki, Serwoniec, Ścibórka, Wilczak, Wygon, Zagórze, Zaropie |

## Historia
Według miejscowej legendy, nazwa wsi ma pochodzić stąd, że w czasie pobytu królowej Jadwigi w Bieczu, monarchini odbywała spacer do Strzeszyna i piła wodę ze źródła. W czasie jednej z wędrówek królową spotkał wielki deszcz. Schroniła się wówczas pod strzechą jednej z chat, a na pamiątkę tego założyła wieś Strzeszyn. Ogólnie przyjmuje się, że lokacja Strzeszyna miała miejsce w XIII w. Pierwsze wzmianki o sołtysie pochodzą z 1383 roku.

## Zabytki
Obiekty wpisane do rejestru zabytków nieruchomych województwa małopolskiego
- cmentarz wojenny nr 104 z I wojny światowej.

### Inne zabytki
- kapliczki i krzyże.

## Mieszkańcy, budynki użyteczności publicznej
W 1912 zostało założone kółko rolnicze, a z inicjatywy jego członków został wybudowany dom ludowy. W 1913 powstało koło gospodyń wiejskich. Budynek domu ludowego uległ zniszczeniu i spaleniu. W okresie okupacji zostaje założona ochotnicza straż pożarna, później przerywa swą działalność. Reaktywowana w 1953, działa do dziś.
Dzięki pomocy finansowej Gminy Biecz, do dyspozycji straży oddano nową remizę. W 1973 oddano do użytku nowoczesny budynek szkoły, która nosi imię Mikołaja Kopernika. 30 października 2007 roku oddano do użytku nową salę gimnastyczną.